# Ischnotoma ocellata
Ischnotoma ocellata är en tvåvingeart som först beskrevs av Günther Enderlein 1912.  Ischnotoma ocellata ingår i släktet Ischnotoma och familjen storharkrankar. Inga underarter finns listade i Catalogue of Life.